# Secondo viaggio di Abel Tasman
Il secondo viaggio di Abel Tasman iniziò da Batavia nel 1644 allo scopo di trovare nuove terre in estremo oriente ma non ebbe successo. 

## Descrizione
Tasman intraprese un secondo viaggio verso le nuove terre nel 1644, al comando di tre navi (la Limmen, la Zeemeeuw e la Braek). Seguì la costa sud della Nuova Guinea in direzione est. Non attraversò lo Stretto di Torres, tra l'Australia e la Nuova Guinea, ma preferì continuare il viaggio verso sud lungo la costa dell'Australia. Realizzò mappe geografiche di tutta la fascia costiera settentrionale dell'Australia, facendo osservazioni sul posto e sui suoi abitanti.
Dal punto di vista della compagnia presso cui lavorava, i viaggi di Tasman furono un insuccesso. L'esploratore non trovò né una terra promettente per il commercio né delle utili nuove vie commerciali; e infatti, per oltre un secolo e fino all'era di James Cook, la Tasmania e la Nuova Zelanda non furono più visitate dagli europei.